# Khodjent
Khodjent (en tadjik Хуҷанд) ou Khoudjand (en russe : Худжанд), est une ville du Tadjikistan et la capitale de la province de Sughd. Fondée par Alexandre le Grand sous le nom d'Alexandria Eschatè, elle s'appela Léninabad de 1936 à 1992. En 2019, sa population s'élève à 181 600 habitants et son agglomération à 931 900 habitants.

## Géographie
Khodjent est arrosée par le Syr-Daria, près de sa sortie de la vallée de Ferghana. Elle est située près des frontières de l'Ouzbékistan et du Kirghizistan, à 115 km au sud-sud-est de Tachkent (Ouzbékistan) et à 207 km au nord-nord-est de Douchanbé, la capitale du Tadjikistan. Elle se trouve à 15 km du réservoir de Kaïrakkoum.

## Histoire
En -323, après son mariage avec Roxane et avant d'entreprendre la campagne de l'Inde, Alexandre quitta son quartier général à Maracanda (Samarcande) pour Tachkent, au sud de laquelle, sur le Jaxartes (Syr-Daria), il ordonna la construction d'une ville-comptoir et forteresse qu'il nomma Alexandria Eschatè (Ἀλεξάνδρεια Ἐσχάτη), ou Alexandreschata (en latin : Alexandria Ultima, c'est-à-dire « Alexandrie la plus lointaine »). C'est à cet endroit précis que le grand fleuve quitte le massif montagnard pour s'étaler paisiblement sur une grande plaine féconde. Au-delà, commençaient les terres des tribus de guerriers nomades des Sakes (Scythes) et des Massagètes, tribus qu'Alexandre n'osa jamais affronter.
En 1866, lorsqu'une partie de l'Asie centrale passa sous la souveraineté de l'Empire russe, la ville fut rattachée au gouvernement du Turkestan sous le nom de Khoudjand, devenant le chef-lieu de l'ouïezd de Khoudjand dans l'oblast de Samarcande. Le pouvoir soviétique s'y établit au début de l'année 1918. En 1924, la ville fut d'abord rattachée à la république socialiste soviétique d'Ouzbékistan puis, le 2 octobre 1929, à la république socialiste soviétique du Tadjikistan. Le 10 janvier 1936, Khoudjand fut rebaptisée Leninabad en souvenir de Lénine, puis devint la capitale administrative de l'oblast de Leninabad, fondé le 27 octobre 1939. Après la Seconde Guerre mondiale, Leninabad s'affirma comme le deuxième centre industriel (usine de soie de Leninabad) et culturel de la république après Douchanbé. Dans les années 1960, la ville se développa sur la rive droite du Syr-Daria. Un réseau de trolleybus fut mis en service en 1970. Le 2500e anniversaire de la fondation de la ville fut célébré en 1986 et le Présidium du Soviet suprême lui attribua à cette occasion l'ordre de l'Amitié des peuples. Leninabad retrouva son ancien nom tadjik de Khodjent par une résolution du soviet suprême de la RSS du Tadjikistan en date du 26 février 1991. Quant à l'oblast de Leninabad, elle fut d'abord renommée oblast de Leninobod en 1991, avant de devenir la province de Sughd en 2000.
Khodjent n'a pas subi réellement la guerre civile de 1992-1997, à part l'intrusion du commandant rebelle Makhmoud Khoudoberdiev en 1998.

## Population
Recensements (*) ou estimations de la population :
| 1897*  | 1926*  | 1939*  | 1959*  | 1970*   |
| ------ | ------ | ------ | ------ | ------- |
| 30 000 | 37 000 | 45 528 | 77 465 | 103 217 |

| 1979*   | 1989*   | 2000*   | 2010*   | 2016    |
| ------- | ------- | ------- | ------- | ------- |
| 130 353 | 160 458 | 147 061 | 162 825 | 175 400 |

| 2019    | - | - | - | - |
| ------- | - | - | - | - |
| 181 600 | - | - | - | - |

## Personnalité
Sont nés à Khodjent :
- Qahhor Mahkamov (1932-2016), homme politique tadjik.
- Henri Weber (1944–2020), homme politique français.
- Andreas Wolf (1982–), footballeur allemand.